# 维勒西斯克勒
维勒西斯克勒（法語：Villesiscle，法語發音：[vilsiskl] ⓘ）是法国奥德省的一个市镇，属于卡尔卡松区。该市镇2009年时的人口为383人。

## 人口
维勒西斯克勒人口变化图示
| 数据来源：INSEE |